# 안티누스

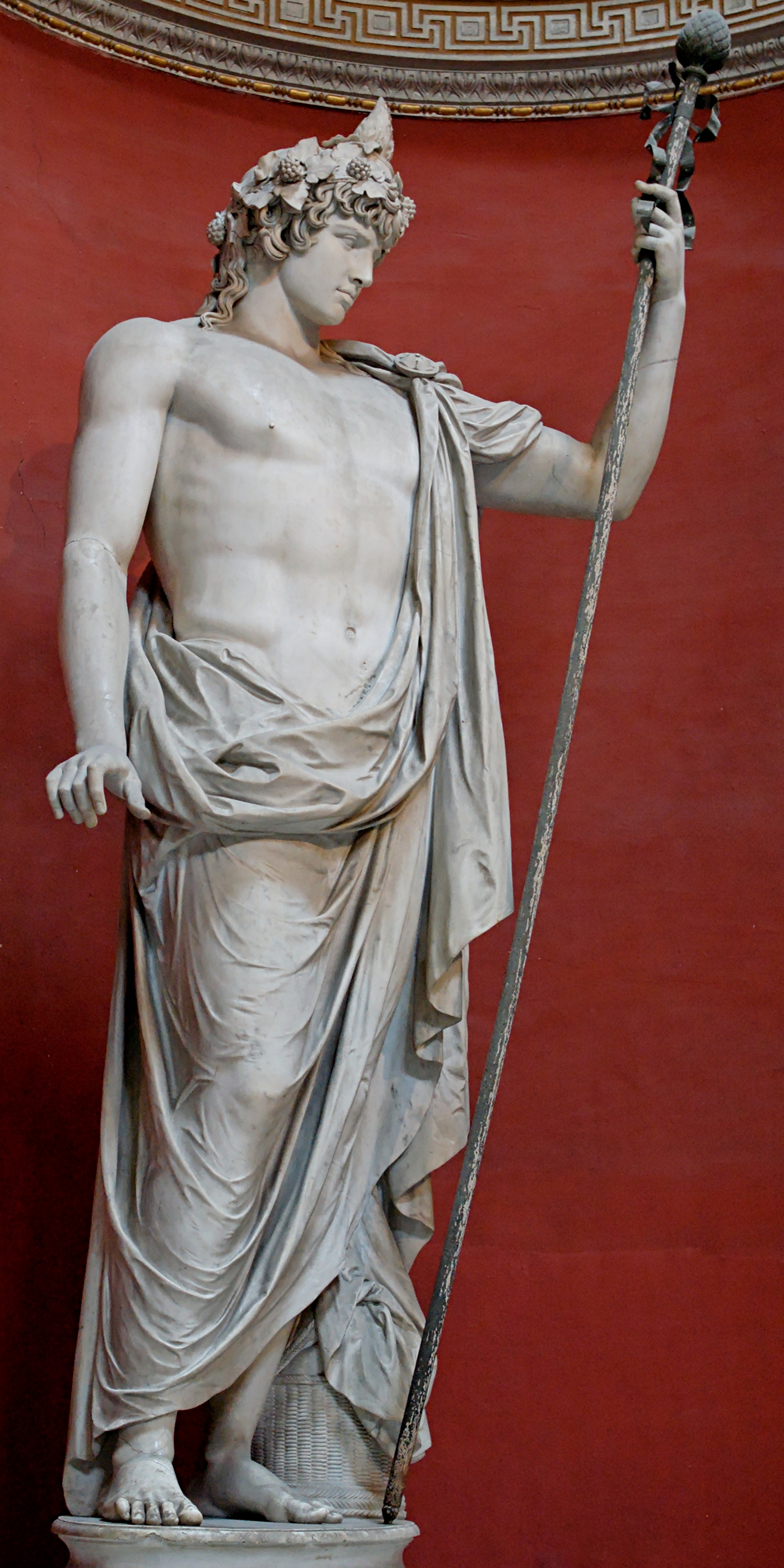
안티누스 조각상

안티누스(Antinous, 111년 11월 27일 – 130년 10월 30일)는 비티니아 출신의 고대 그리스인 청년이며, 고대 로마의 황제인 하드리아누스의 총애를 받았다. 130년 이집트 지역의 나일강에서 익사한 것으로 알려져 있지만 당시의 정황에 대한 정확한 사실은 밝혀지지 않았다. 그의 사후 하드리아누스에 의해 신격화되어 수많은 예술 작품에 등장하게 되었으며, 이집트 소아시아에 그의 신앙이 퍼지게 되었다.

## 행적
고대 로마의 북서쪽에 위치한 비티니아 지방의 클라우디오폴리스(현 볼루)의 그리스인 가족 사이에서 태어났으며, 하드리아누스를 만나기 전까지의 행적에 대해서는 거의 알려져 있지 않지만 하드리아누스가 클라우디오폴리스를 방문한 123년 겨울 또는 124년 봄경부터 하드리아누스의 측근이 된 것으로 추측되고 있다. 그는 감미롭고 여성적인 청년미의 한 전형으로 묘사되었으며, 하드리아누스와 동성애를 나눈 것으로 알려져 있다.
그는 130년 나일강에서 익사했는데, 그것이 단순한 사고였는지, 황제의 제물이 되었던 것인지, 스스로 나일강에 투신자살한 것인지는 밝혀지지 않고 있다. 그가 사망한 자리에 하드리아누스는 안티누폴리스(Antinupolis)를 세워 많은 조각상을 만들었으며, 신격화되어 후세에도 많은 조각상이 만들어졌다.